# Due ragazzi da marciapiede
Due ragazzi da marciapiede (No desearás al vecino del quinto) è un film del 1970, diretto da Tito Fernández.

## Trama
Pedro è un ginecologo che vive a Toledo in Spagna. Sua madre lo tratta ancora come un bambino e i membri tradizionalisti della famiglia della sua ragazza non lo vedono di buon occhio. Ma durante un viaggio a Madrid per partecipare a una conferenza incontra Antonio, il suo effeminato vicino di casa, la cui boutique di moda femminile prospera grazie alla complicità che sa instaurare con le sue clienti.

## Distribuzione

### Data di uscita
26 ottobre 1970 in Spagna